# Luis Romeu Burgues
Luis Romeu Burgues (Santa Rosa, Canelones, Uruguay, 4 de setiembre de 1855 - Montevideo, 18 de diciembre de 1931) fue un magistrado uruguayo, miembro de la Alta Corte de Justicia de su país entre 1908 y 1925.

## Primeros años
Nació en Santa Rosa, departamento de Canelones, el 4 de setiembre de 1855, hijo de Luis Romeu y de Segundina Burgues. Descendía, por la línea materna, de una de las familias fundadoras de Montevideo.
Cursó estudios en el Colegio de los Padres Escolapios y luego en la Universidad de la República, en la que se graduó como abogado en 1887 con una tesis titulada "De los delitos en general".
Un año antes tomó parte en la Revolución del Quebracho contra el régimen de Máximo Santos, siendo tomado prisionero tras la batalla en que los revolucionarios fueron vencidos.

## Carrera judicial (1888-1925)
Se desempeñó como Defensor de Pobres y posteriormente ingresó a la magistratura, siendo nombrado en febrero de 1888 como Juez Letrado en Artigas, en setiembre de 1890 trasladado al mismo cargo en Cerro Largo y en julio de 1892 al Juzgado Letrado de Canelones.
El 31 de enero de 1894 fue nombrado Fiscal de lo Civil, en reemplazo de Carlos Fein, cargo en el que permaneció durante 13 años (dichas fiscalías, previamente al año 1907, formaban parte del Poder Judicial y no del Poder Ejecutivo como ocurrió posteriormente).
El 3 de julio de 1907 la Asamblea General lo designó ministro del Tribunal de Apelaciones de Primer Turno, en reemplazo del fallecido Cristóbal Salvañach; y por consiguiente, miembro del Superior Tribunal de Justicia. 
En efecto, en aquel momento no se encontraba aún creada la Alta Corte de Justicia (aunque ya prevista por la Constitución de 1830) por lo que el órgano máximo del Poder Judicial de Uruguay estaba compuesto por el pleno de los seis integrantes reunidos de los dos Tribunales de Apelaciones entonces existentes (los que contaban con tres ministros cada uno), actuando bajo la denominación de Superior Tribunal de Justicia. 
El 28 de octubre de 1907 se sancionó finalmente la ley (más tarde numerada como 3.246), que creó la Alta Corte de Justicia.
El 9 de diciembre de 1907, al elegirse por la Asamblea General los cinco miembros de la Alta Corte fundacional, Romeu Burgues recibió un voto, el de Arturo Lussich. Los electos fueron  Domingo González, Carlos Fein, Luis Piera, Ezequiel Garzón y Benito Cuñarro. Aunque extinguido el Superior Tribunal de Justicia, Romeu Burgues continuó como miembro del Tribunal de Apelaciones de Primer Turno.
Apenas unos meses después, el 14 de agosto de 1908, la Asamblea General lo eligió, junto a Julio Bastos, como miembro de la Alta Corte, para reemplazar a los ministros renunciantes Domingo González y Carlos Fein. Se trataba de las primeras vacantes que se producían luego de la creación del tribunal.
La ley aprobada preveía en su artículo 36 que los miembros de la Alta Corte y todos los magistrados del Poder Judicial en general cesarían en su cargo al cumplir 70 años de edad, no estableciendo otro límite de duración en el cargo, lo que llegaría solo con la Constitución de 1934.
Cuando Romeu Burgues se encontraba próximo a cumplir dicha edad límite de permanencia en el cargo,  el 22 de junio de 1925 el Consejo Nacional de Administración le otorgó la jubilación, junto al también ministro Ezequiel Garzón (cuya situación era distinta, ya que se retiró por voluntad propia a los 74 años; en efecto, por ser miembro de la primera integración de la Alta Corte, el artículo 36 de la ley de su creación lo exceptuaba del límite de edad establecido para los jueces que ingresaran posteriormente). Ambos presentaron entonces su renuncia ante la Asamblea General, que la aceptó el día 2 de julio. Fueron electos ese mismo día para sustituirlos Ramón Montero Paullier y Miguel V. Martínez. Romeu Burgues había permanecido casi 17 años en el máximo tribunal del país.
Falleció el 18 de diciembre de 1931 a los 76 años de edad.